# Età del bronzo
L'Età del bronzo indica, per una data società preistorica o protostorica, il periodo in cui si diffuse in modo sistematico e ampio la metallurgia del bronzo. In Europa, questa fase è generalmente collocata tra il 2300 a.C. e il 1100 a.C. circa. Tuttavia, studi recenti hanno identificato oggetti in bronzo allo stagno risalenti al periodo compreso tra il 4650 e il 4000 a.C. nei Balcani. Nonostante questa precoce scoperta, sembra che la tecnologia si sia arrestata alla fine del V millennio a.C., per poi essere riscoperta intorno al 2300 a.C., data tradizionalmente considerata l'inizio dell'Età del Bronzo in Europa centrale.
Tale utilizzo potrebbe essere basato sulla fusione locale di rame e stagno estratti dai minerali oppure, come nel caso della Scandinavia, dal commercio del bronzo dalle aree di estrazione e/o produzione verso altre zone. La denominazione è stata introdotta dal religioso francese Nicolas Mahudel e poi accolta dall'archeologo Christian Jürgensen Thomsen nel suo "sistema delle tre età" del 1816, utilizzato per la sua opera di classificazione delle antichità nazionali. In seguito il concetto diventò comune in tutta la letteratura archeologica.
Mahudel propose il concetto di Età del Bronzo dopo aver osservato che le sepolture dove si trovavano urne più rovinate generalmente contenevano oggetti di bronzo, mentre i manufatti di ferro erano presenti nelle tombe più recenti.

## Descrizione

### Generalità sulla prima metallurgia
Riguardo alla metallurgia, i minerali allo stato naturale contengono tipicamente arsenico come comune impurità (lega di bronzo allo stato naturale). I minerali di rame/stagno sono rari e ciò è confermato dal fatto che non c'erano bronzi di stagno nell'Asia prima del 3000 a.C. L'Età del bronzo viene considerata come la seconda parte di un sistema definito "delle tre età", in riferimento alle società pre- e proto-storiche, sebbene ci siano alcune culture che hanno ampia documentazione scritta durante la loro età del bronzo. In questo sistema, in alcune aree del mondo, l'età del bronzo seguiva quella neolitica. D'altra parte, in molte parti dell'Africa subsahariana, il Neolitico è seguito direttamente dall'Età del ferro. In alcune parti del mondo l'Età del rame segue quella neolitica e precede l'Età del bronzo.
Oggi è generalmente ammesso che questo periodo succeda al calcolitico e preceda l'Età del ferro. Dunque, come per gli altri periodi della preistoria, i suoi limiti cronologici variano notevolmente secondo l'ambiente geografico e culturale considerato. Nella civiltà latina, ad esempio, la distinzione tra rame e bronzo non era prevista neanche nell'ambito linguistico, e veniva usato lo stesso termine (aes, per il rame, e successivamente anche aes cuprum o solo cuprum, termine derivato dal fatto che importanti miniere erano state trovate nell'isola di Cipro) per indicare i due metalli. Nei forni di fusione la lega rame-stagno, cioè il bronzo, nacque probabilmente per l'aggiunta casuale di minerali misti contenenti tale elemento e solo in un secondo tempo ci si rese conto delle migliorate proprietà di resistenza meccanica e di aspetto.
L'Età del bronzo viene generalmente suddivisa in Bronzo antico, Bronzo medio, Bronzo recente e Bronzo finale e questi periodi, che servono come riferimento alla maggior parte delle cronologie, sono ulteriormente suddivisi in modo diverso regione per regione.
L'Età del bronzo è ben conosciuta nell'Europa continentale, nelle regioni dell'Egeo, nel Vicino Oriente e in Cina, nella quale coincide con la dinastia Shang. È notevole il fatto che in America Latina le civiltà andine conobbero, nella loro fase di massimo sviluppo, una metallurgia basata sull'oro e sul rame fino alla conquista spagnola, mentre le civiltà mesoamericane come i Maya e gli Aztechi non erano andate oltre il neolitico. All'arrivo di Hernán Cortés i guerrieri aztechi affrontarono i fucili dei conquistadores spagnoli con lance a punta di ossidiana.

### Origini temporali del bronzo
Il luogo e il tempo dell'invenzione del bronzo sono controversi. È possibile che la metallurgia del bronzo fosse stata inventata indipendentemente nella cultura Majkop del Caucaso settentrionale, risalente alla metà del IV millennio a.C., cosa che ne farebbe i fabbricanti del bronzo più antico mai conosciuto; ma altri datano gli stessi reperti della cultura Majkop alla metà del III millennio a.C. Tuttavia, questa cultura aveva soltanto il bronzo d'arsenico, una lega che si trova già allo stato naturale. Il bronzo di stagno, che si sviluppò più tardi, richiede tecniche più sofisticate di produzione: lo stagno deve essere estratto dalla miniera (principalmente come cassiterite, minerale dello stagno) e fuso separatamente, aggiunto dunque poi al rame liquefatto per formare la lega del bronzo. Ad ogni modo, se le ultime scoperte fossero confermate, il primo bronzo allo stagno al mondo sarebbe datato al 4650 a.C. nei Balcani.

### Navigazione
Nel giugno 2024, a 90 km dalla costa israeliana e a 1800 metri di profondità è stato rinvenuto il carico di un'antica nave mercantile piena di anfore, risalente a 3400 anni fa. Il relitto impone di riscrivere la storia fino ad oggi nota che induceva gli studiosi a ipotizzare una navigazione soltanto costiera in assenza delle strumentazioni di cui disponevano nelle epoche successive; per la prima volta viene dimostrato l'esistenza di un vivace commercio nel Mediterraneo anche al largo della costa nella tarda Età del bronzo.

## Europa

### Europa centrale

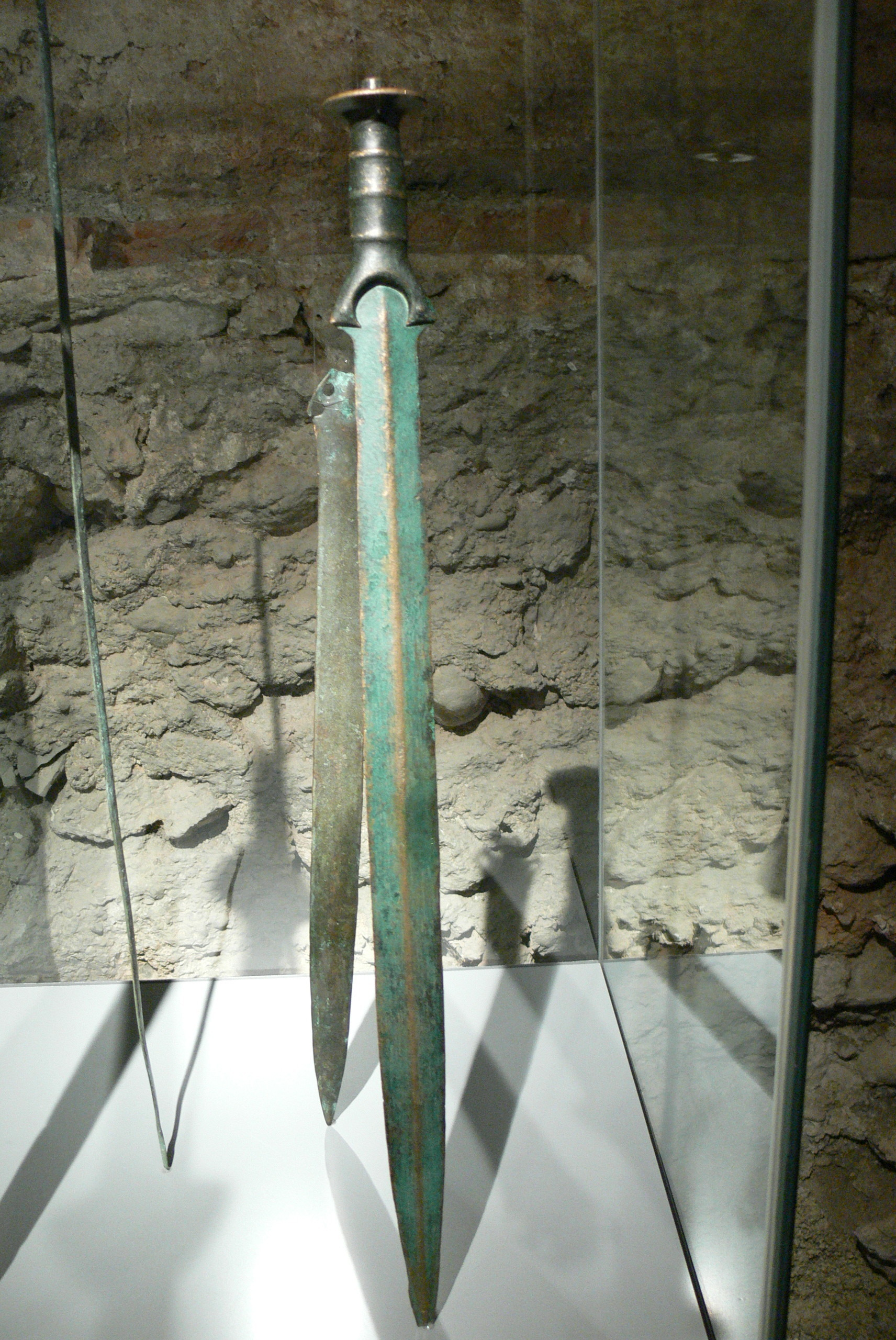
Spada dell'Età del bronzo da Wels

Nell'Europa centrale l'antica cultura di Unetice (1800–1600 a.C.) dell'Età del bronzo comprende numerosi gruppi più piccoli come le culture di Straubing, Adlerberg e Hatvan. Alcune sepolture molto ricche, come una localizzata a Leubingen, con doni mortuari lavorati in oro, indica un incremento della stratificazione sociale sempre presente nella cultura di Unetice. Dappertutto i cimiteri di questo periodo sono rari e di piccola dimensione. La cultura di Unetice viene seguita dalla cultura dei tumuli nella media Età del bronzo (1600–1200 a.C.), caratterizzata da sepolture in tumuli con inumazione. Negli affluenti ungheresi del Körös, l'antica Età del bronzo vide per prima l'introduzione della cultura di Mako, seguita dalla culture di Ottomany e Gyulavarsand.

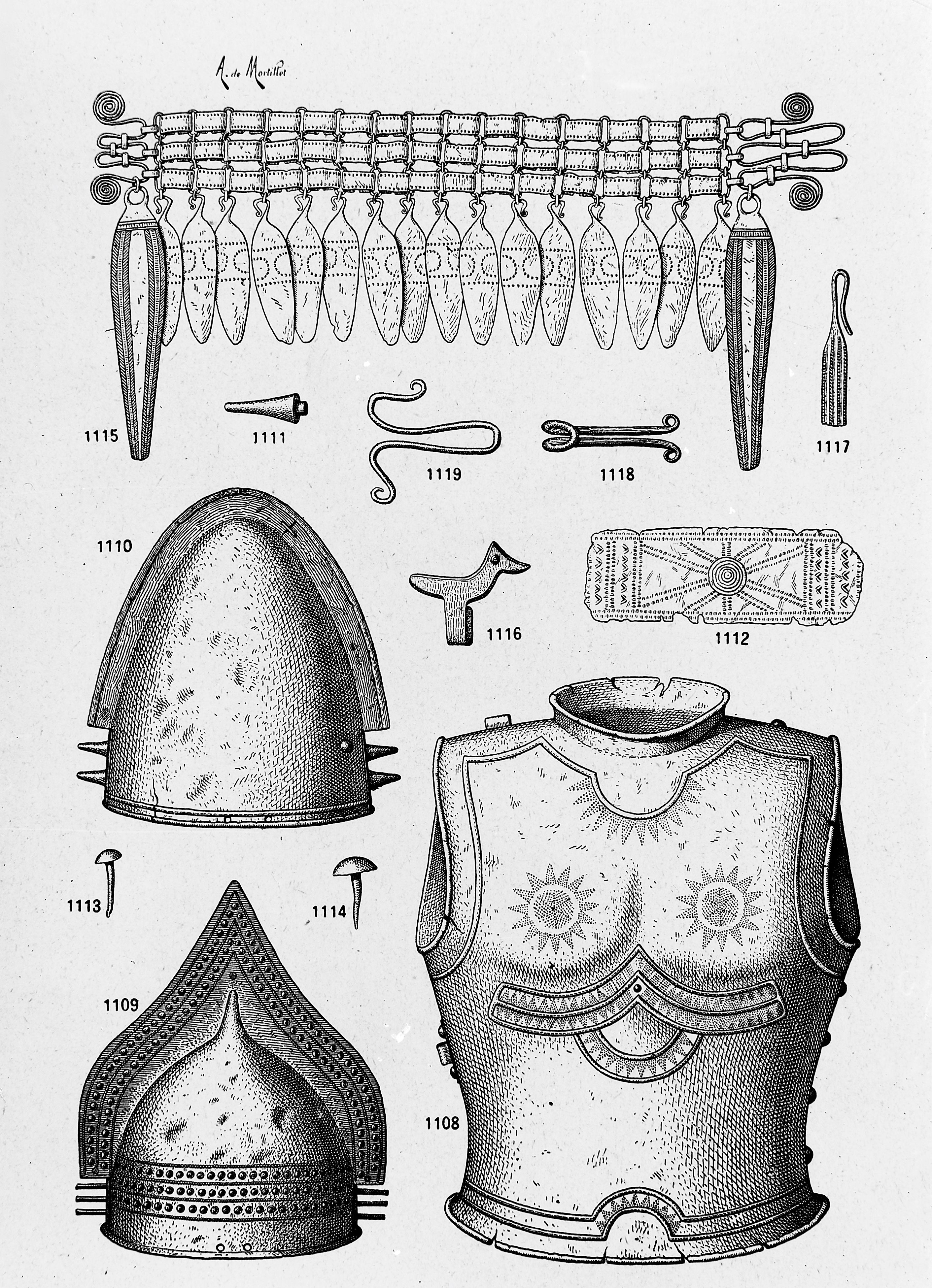
Oggetti in bronzo della cultura dei campi di urne

La cultura dei campi di urne (1300–700 a.C.), della tarda Età del bronzo, è caratterizzata da sepolture con cremazione. Essa comprende la cultura lusaziana nella Germania orientale e Polonia (1300–500 a.C.) che continua nell'Età del ferro. L'Età del bronzo del Centro Europa è seguita dalla cultura di Hallstatt (700–450 a.C.) dell'Età del ferro.
I siti importanti comprendono:
- Biskupin (Polonia)
- Nebra (Germania)
- Vráble (Slovacchia)
- Zug-Sumpf, Zug, Svizzera

L'Età del bronzo nel Centro Europa è stata descritta nello schema cronologico dal tedesco, esperto in preistoria, Paul Reinecke. Egli descrive il periodo del Bronze A1 (Bz A1) (2300-2000 a.C.: pugnali triangolari, asce piatte, protezioni da polso in pietra (wrist-guards), punte di frecce in selce) e il periodo del Bronze A2 (Bz A2) (1950-1700 a.C.: pugnali con impugnatura metallica, asce bordate, alabarde, spilli con teste sferiche perforate, solidi braccialetti) e le fasi Hallstatt A e B (Ha A e B).

### Egeo
L'Età del bronzo nell'Egeo inizia intorno al 3000 a.C., quando le civiltà per prime stabilirono una rete commerciale a lungo raggio. Questa rete importava stagno e carbone a Cipro, dove veniva estratto il rame, che insieme allo stagno formavano il bronzo. Gli oggetti in bronzo venivano esportati in lungo e in largo, agevolando i rapporti commerciali. Le analisi isotopiche dello stagno in alcuni oggetti in bronzo del bacino del Mediterraneo indicano come esso provenisse dalla lontana Gran Bretagna. 
La conoscenza della navigazione era ben sviluppata in questo tempo e raggiungeva un culmine di abilità insuperata fino al 1750 dell'era volgare, quando venne scoperto (o forse riscoperto) un metodo per determinare la longitudine. La civiltà minoica basata su Cnosso sembra avesse coordinato e difeso il suo commercio nell'Età del bronzo.
Una mancanza cruciale in questo periodo era che i metodi moderni di contabilità non erano disponibili. Numerose autorità  credono che gli antichi imperi fossero propensi a sottovalutare gli alimenti base a favore di quelli voluttuari e a causa di ciò fossero periti, per le carestie create da un commercio non economico.

#### Collasso nell'Egeo
Come l'Età del bronzo finì in questa regione è ancora in fase di studio. C'è l'evidenza che l'amministrazione micenea dell'impero commerciale regionale seguisse il declino della supremazia minoica. Esistono anche attestazioni che avvalorano l'ipotesi che molti stati clienti minoici persero gran parte delle loro rispettive popolazioni a causa di carestie estreme e/o pestilenza e di conseguenza ciò starebbe ad indicare che la rete commerciale possa avere fallito in un qualche punto, ostacolando così il commercio che avrebbe precedentemente alleviato tali carestie, impedendo alcune forme di malattie da denutrizione. È noto inoltre che il granaio dell'impero minoico, l'area nord del Mar Nero, in modo consequenziale perse improvvisamente porzioni significative della sua popolazione e probabilmente anche la capacità di una coltivazione che soddisfacesse le richieste della rete commerciale.

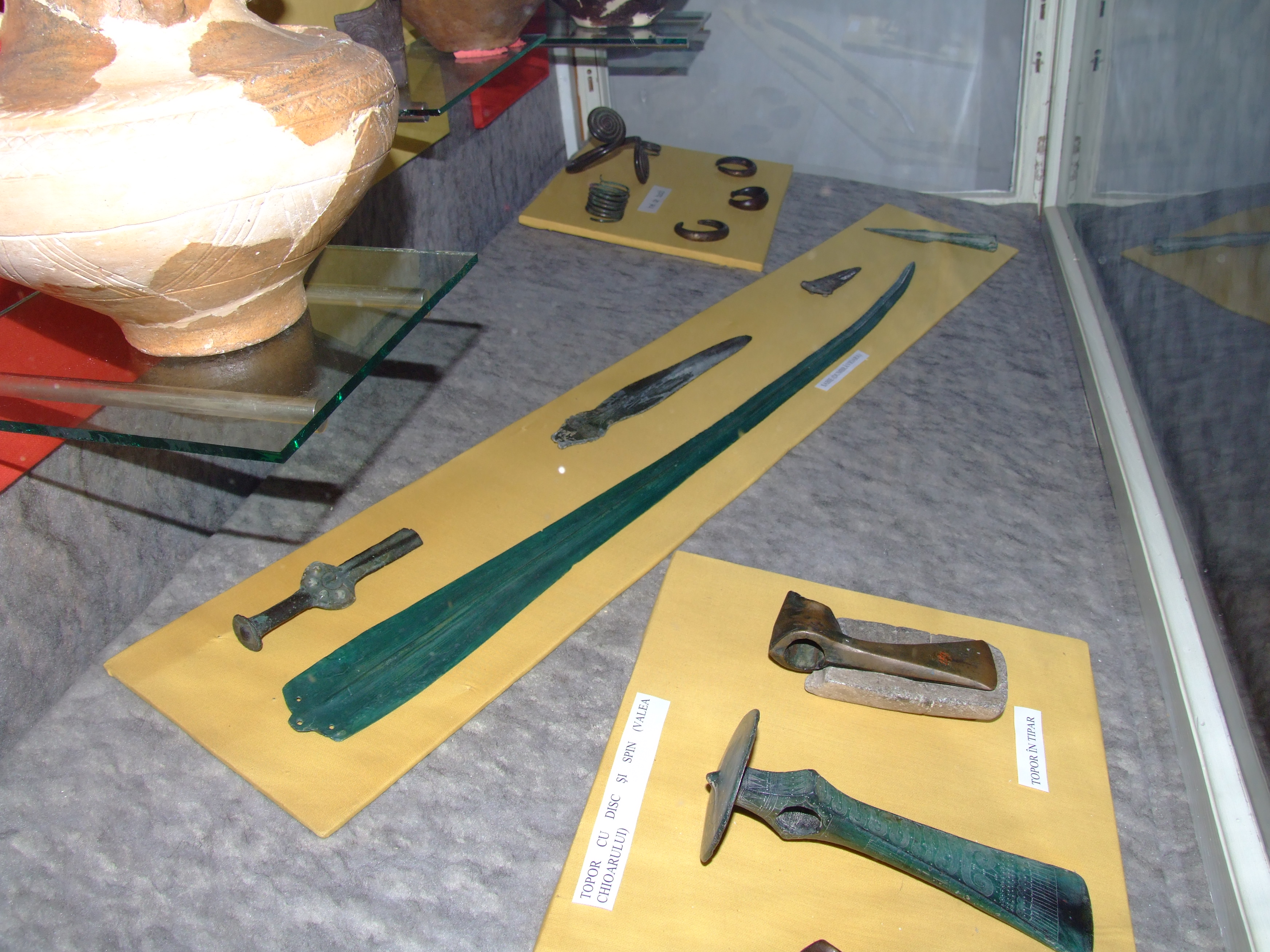
Spada micenea trovata nell'Europa orientale

Una recente ricerca ha screditato la teoria riguardo al fatto che l'esaurimento delle foreste cipriote possa aver causato la fine del commercio del bronzo, avendo esse fama di essere esistite fino a tempi posteriori, ma le prove hanno mostrato che la produzione di carbone sulla scala necessaria per la produzione del bronzo (nella tarda Età del bronzo) le avrebbe esaurite in meno di cinquant'anni.
Una teoria ipotizza che quando gli strumenti in ferro divennero di uso molto comune, la principale giustificazione del commercio dello stagno finì e che la rete commerciale abbia cessato di funzionare come prima. Le singole colonie dell'impero minoico allora soffrirono siccità, carestia, guerra, o in qualche modo una combinazione di questi fattori e perciò non ebbero più nessuno accesso alle ampie risorse di un impero da cui avrebbero potuto facilmente essere ottenute.
Un altro gruppo di teorie considera la stessa Cnosso. L'eruzione di Thera avvenne in questo periodo, 110 chilometri a nord di Creta. Alcuni specialisti congetturano che uno tsunami, originato a Thera, abbia distrutto le città cretesi. Altri dicono che forse il maremoto distrusse la flotta cretese nei suoi ricoveri portuali, facendo sì che da allora in poi essa abbia perduto battaglie navali cruciali; in questo modo, con l'evento del TMIB/TMII (1450 a.C. circa), le città di Creta bruciarono, dando così modo alla civiltà micenea di impossessarsi facilmente di Cnosso. Se l'eruzione ebbe luogo nel tardo XVII secolo a.C. (come pensano oggi molti cronologisti), allora i suoi effetti immediati appartengono alla media Età del bronzo fino alla transizione della tarda Età del bronzo, e non in modo circoscritto alla fine della tarda Età del bronzo; ma potrebbero avere comunque scatenato l'instabilità che condusse al collasso, prima di Cnosso e dunque di tutta la società dell'Età del bronzo. Una tale teoria mette in conto il ruolo dell'abilità cretese nell'amministrazione dell'impero, dopo Thera. Se questa abilità era concentrata a Creta, allora i micenei, quando vennero ad amministrarne il suo impero, potrebbero aver fatto una politica decisamente errata dal punto di vista commerciale.
I ritrovamenti archeologici più recenti, sull'isola di Thera (più comunemente nota oggi come Santorini), suggeriscono che il centro della civiltà minoica al tempo dell'eruzione si trovasse effettivamente su quest'isola piuttosto che a Creta. Secondo questa teoria, la catastrofica perdita del centro politico, amministrativo ed economico provocata dall'eruzione, come pure il danno aggiuntivo dello tsunami subito dalle città costiere e dai villaggi di Creta, precipitassero i minoici in una fase di repentino declino. Un'entità politica indebolita con una capacità economica e militare ridotta faceva sì che le mitiche ricchezze fossero allora più facilmente vulnerabili per i predatori umani. In realtà, l'eruzione di Santorini viene di solito datata al 1630 a.C. circa. La Grecia micenea entra per la prima volta nella documentazione storica soltanto pochi decenni più tardi, 1600 a.C. circa. Così, i successivi assalti micenei condotti a Creta (1450 a.C. circa) e a Troia (1250 a.C. circa) non rivelano altro che continue e costanti invasioni greche nel mondo minoico indebolito.
Ognuna di queste teorie è convincente e tutti i loro aspetti possono avere qualche validità nel descrivere la fine dell'Età del bronzo in questa regione.

### Italia
L'Età del Bronzo in Italia, un periodo che si estende approssimativamente dal 2300 al 700 a.C., rappresenta una fase cruciale nella storia della penisola.

Caratterizzata dalla diffusione della metallurgia del bronzo, questa epoca ha visto nascere e svilupparsi diverse culture, ciascuna con le sue peculiarità e adattamenti all'ambiente circostante.

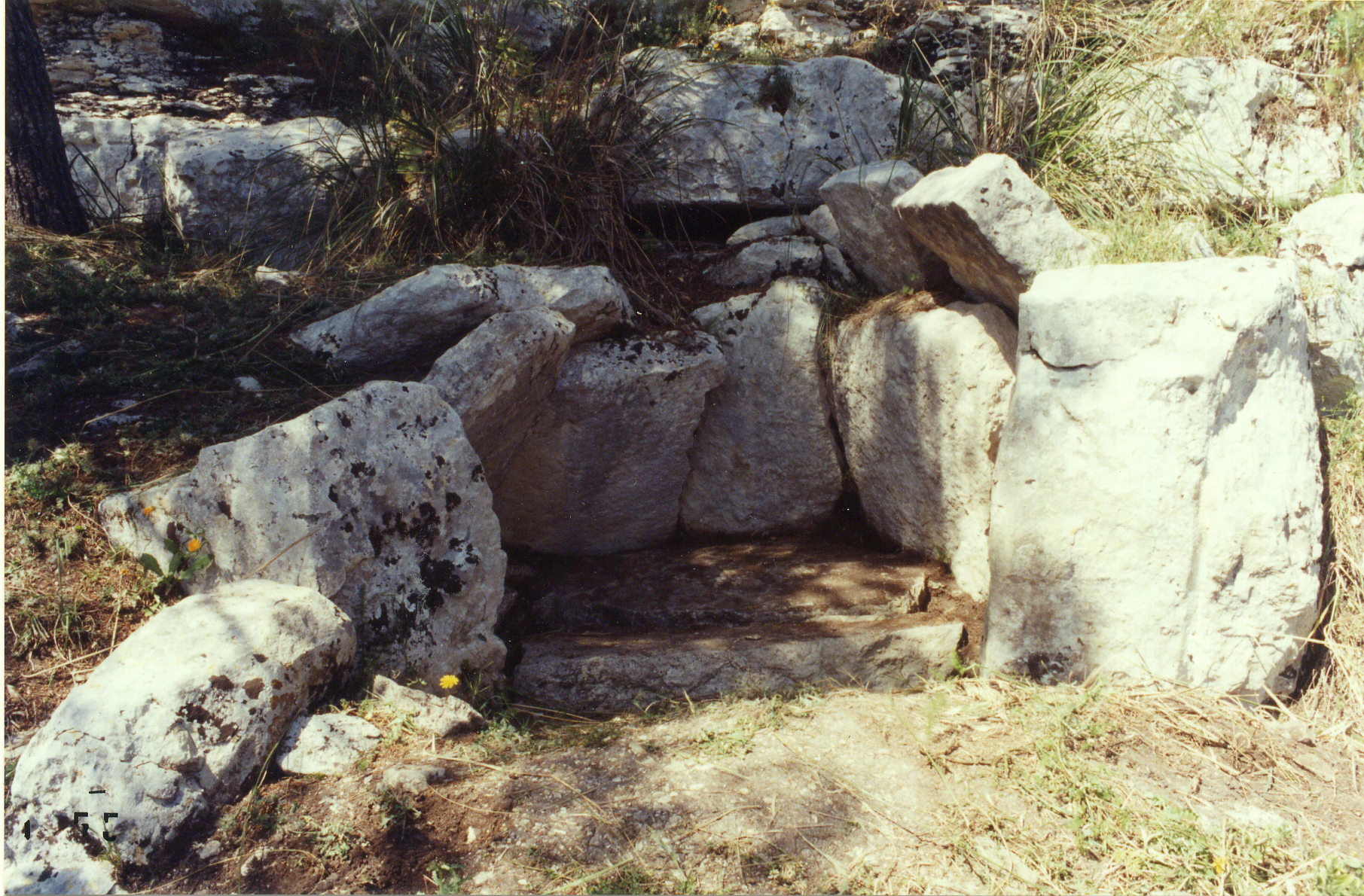
Dolmen di Cava dei Servi, poco a nord della città di Modica, in Sicilia.

In Italia il bronzo è l'elemento maggiormente diffuso nelle regioni centro-settentrionali. Il bronzo è diffuso anche nelle due isole maggiori, Sardegna (cultura di Bonnanaro, civiltà nuragica) e in misura minore in Sicilia dove è associato alla cultura di Castelluccio, di Thapsos e di Cassibile, ovvero a Lipari di capo Graziano e del Milazzese. Nella fase centrale si inserisce sulla rocca di Lipari, fortezza naturale, una colonia di Micenei e sorge un agglomerato a grandi capanne. La struttura sociale si differenzia notevolmente e nascono dei veri e propri villaggi specializzati, caratterizzati quasi ovunque da capanne in forma circolare. Le sepolture, più spesso per inumazione o in enchitrismoi rispecchiano la differenziazione sociale. In alcuni siti si diffondono le piccole tombe a corridoio o a pozzo e con volta a tholos spesso ipogeiche, scavate nella roccia, inizialmente mediati dalla cultura maltese di Tarxién. Si assiste anche ad un progressivo fenomeno di fortificazione dei villaggi costieri.
In Sicilia compare una nuova Cultura, che utilizza come luoghi di sepoltura piccoli edifici con strutture portanti a forma di dolmen. Questa ulteriore facies preistorica sembra essersi trasferita dalla Sardegna nella parte occidentale siciliana, là dove sarebbe esistito un secondo snodo mercantile (l'altro, anche se in fase calante, era operativo da molto più tempo alle isole Eolie) che regolava i traffici tra la Sicilia centro-occidentale, la Sardegna e la penisola iberica da una parte, l'Oriente mediterraneo dall'altra; il popolo portatore di queste originali architetture, utilizzate già da tempo nell'occidente atlantico, potrebbe avere avuto una parte non indifferente nella scomparsa della Civiltà maltese di Tarxién. Intorno alla seconda metà del XIII secolo a.C. si afferma nell'isola la cultura del Bronzo finale: la rocca di Lipari sarà occupata da un nuovo gruppo etnico, il quale, distaccatosi da un'antica popolazione stanziata nell'Italia meridionale, gli "Ausoni" o "Aurunci", qui passerà alla Storia sotto il nome di Siculi.
Per facilitare lo studio di questo periodo, gli archeologi suddividono l'età del bronzo in Italia in quattro fasi principali:
- Età del Bronzo Antico (2300-1600 a.C.): caratterizzata dalla cultura di Polada nel Nord Italia, questa fase è caratterizzata da un'economia basata sull'agricoltura, l'allevamento e la raccolta. La metallurgia del bronzo inizia a diffondersi, ma il rame rimane ancora molto utilizzato.
- Età del Bronzo Medio (1600-1350 a.C.): si assiste alla nascita delle culture delle Terramare nella Pianura Padana, caratterizzate da abitati palafitticoli e da complessi rituali funerari. In Sardegna, si sviluppa la civiltà nuragica, mentre nell'Italia centrale si diffondono le facies appenniniche.
- Età del Bronzo Recente (1350-1200 a.C.): la diffusione della Civiltà dei Campi di Urne segna questa fase, caratterizzata da una standardizzazione delle pratiche funerarie e da un'evoluzione nella produzione di oggetti in bronzo. Nel nord Italia emergono culture regionali come quella di Canegrate e di Golasecca.
- Età del Bronzo Finale (1200-700 a.C.): periodo di grandi trasformazioni, con l'emergere di nuove strutture sociali e la comparsa di prime forme di organizzazione statale. Si intensificano i contatti con le civiltà del Mediterraneo orientale, come i Micenei.

### Penisola Iberica, Francia

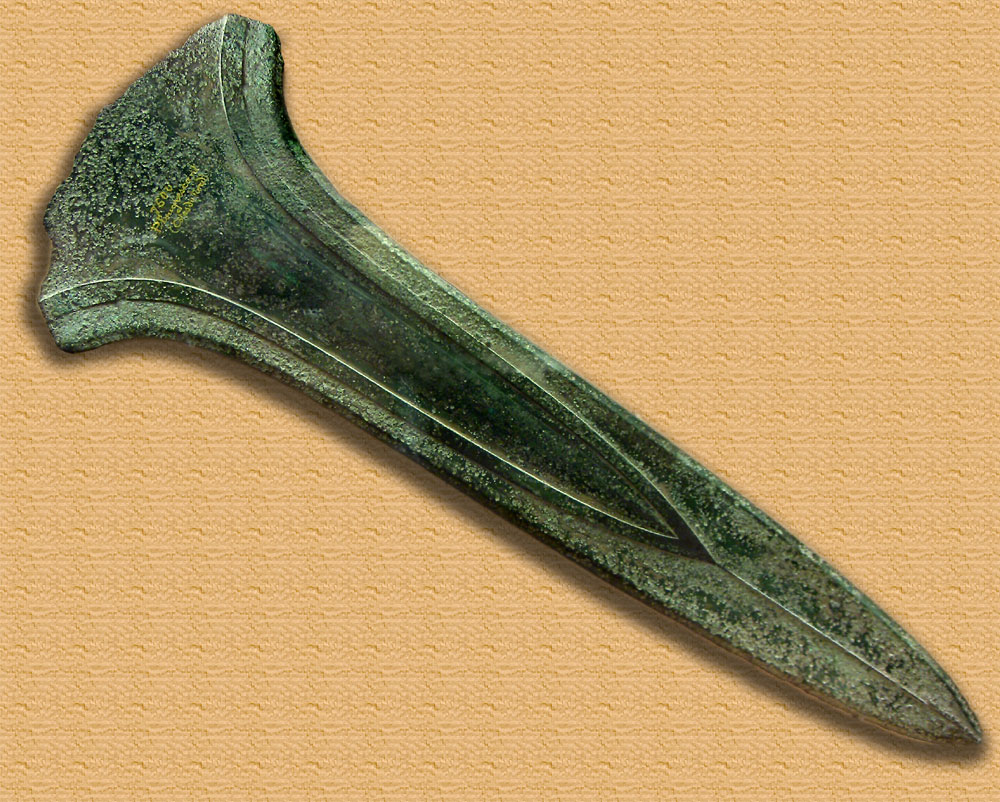
Pugnale gigante cerimoniale del tipo Plougrescant-Ommerschans, Plougrescant, Francia, 1500–1300 a.C.

### Gran Bretagna
Nella Gran Bretagna, l'Età del bronzo viene considerata come il periodo che va dal 2100 al 750 a.C. La migrazione portò nuove genti dal continente sulle isole. Recenti ricerche riguardo agl'isotopi contenuti nello smalto dentale dei corpi trovati nelle tombe dell'antica Età del bronzo intorno a Stonehenge, indicano che almeno qualcuno dei migranti proveniva dall'area dell'attuale Svizzera. La cultura del vaso campaniforme mostrava comportamenti diversi rispetto a quelli del popolo più arcaico del neolitico, un mutamento culturale senz'altro significativo. Si è supposto che l'integrazione fosse stata pacifica, dato che molti arcaici siti di tipo henge vennero apparentemente adottati dai nuovi arrivati. In questo periodo la ricca cultura del Wessex si sviluppò nella Britannia meridionale. Inoltre, durante l'Età del bronzo, il clima venne deteriorandosi: laddove una volta era caldo e secco, esso diventava molto più umido, costringendo così la popolazione ad abbandonare i siti facilmente difesi nelle colline e nelle fertili valli.
Le grandi fattorie con bestiame si svilupparono nei bassopiani che sembrano avere contribuito alla crescita economica e suggerito la deforestazione, sempre in aumento. La cultura di Deverel-Rimbury inizia ad emergere nella seconda metà della media Età del bronzo (1400–1100 a.C. circa) sfruttando queste condizioni. Nelle regioni di Devon e Cornovaglia c'erano le maggiori fonti di stagno per molta parte dell'Europa occidentale e il rame veniva estratto dai siti come la miniera di Great Orme nel Galles settentrionale. I gruppi sociali sembrano essere stati tribali, ma con una crescente complessità e gerarchie che ormai diventavano evidenti. Inoltre, la sepoltura dei morti, che fino ad allora era stata comune, divenne più individuale. Per esempio, mentre nel neolitico una grande chambered cairn (lett. tumulo provvisto di camere) o long barrow (lett. lungo tumulo) veniva usata per ospitare il morto, l'antica età del bronzo vide persone sepolte in barrows (tumuli) individuali (anche comunemente noti e segnati sulle moderne carte geografiche militari britanniche come Tumuli), o talvolta in ciste coperte con tumuli.
La più grande quantità di oggetti in bronzo trovati in Inghilterra venne scoperta nell'East Cambridgeshire, dove i reperti più importanti vennero recuperati a Isleham (più di 6500 pezzi).
Significativo il pugnale di Oxborough.

#### Barche nell'Età del bronzo
- Imbarcazione dell'età del bronzo di Dover — il più antico battello d'alto mare costruito con tavole
- Imbarcazione di Ferriby
- Tesoro di Langdon Bay — vedi anche Museo di Dover
- (EN) Sommozzatori portano alla luce un tesoro dell'età del bronzo al largo di Devon, su news.bbc.co.uk.
- (EN) Reperti di Moor Sands, inclusa una ragguardevole spada ben conservata e completa che ha paralleli con il materiale proveniente dal bacino della Senna, nella Francia settentrionale, su english-heritage.org.uk.

### Irlanda
L'Età del bronzo in Irlanda incomincia intorno al 2000 a.C., quando il rame venne utilizzato in insieme allo stagno per fabbricare asce piatte del tipo Ballybeg e oggetti metallici associati. Il periodo precedente è conosciuto come Età del rame ed è caratterizzato dalla produzione di asce piatte, pugnali, alabarde e punteruoli in rame. Il periodo viene diviso in tre fasi: "antica Età del bronzo" (2000–1500 a.C.), "media età del bronzo" (1500–1200 a.C.), e "tarda età del bronzo" (1200–500 a.C. circa). L'Irlanda è anche nota per un numero relativamente grande di sepolture dell'antica età del bronzo.
Uno dei tipi di manufatti caratteristici dell'antica Età del bronzo in Irlanda è l'ascia piatta. Ci sono cinque tipi principali di asce piatte: Lough Ravel (2200 a.C. circa), Ballybeg (2000 a.C. circa), Killaha (2000 a.C. circa), Ballyvalley (2000 circa–1600 a.C.), Derryniggin (1600 a.C. circa), e numerosi lingotti a forma d'ascia.

## Vicino Oriente

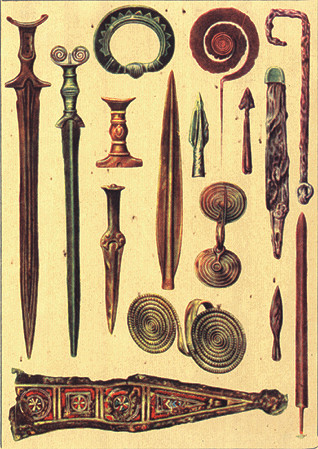
Decorazioni e armi dell'Età del bronzo

La periodizzazione per l'Età del bronzo nel Vicino Oriente antico è la seguente:
| Età del bronzo (3300–1200 a.C.) | Antica età del bronzo (3300–2000 a.C.) | Antica Età del bronzo I   | 3300–3000 a.C. |
| Età del bronzo (3300–1200 a.C.) | Antica età del bronzo (3300–2000 a.C.) | Antica Età del bronzo II  | 3000–2700 a.C. |
| Età del bronzo (3300–1200 a.C.) | Antica età del bronzo (3300–2000 a.C.) | Antica Età del bronzo III | 2700–2200 a.C. |
| Età del bronzo (3300–1200 a.C.) | Antica età del bronzo (3300–2000 a.C.) | Antica Età del bronzo IV  | 2200–2000 a.C. |
| Età del bronzo (3300–1200 a.C.) | Media Età del bronzo (2000–1550 a.C.)  | Media Età del bronzo I    | 2000–1750 a.C. |
| Età del bronzo (3300–1200 a.C.) | Media Età del bronzo (2000–1550 a.C.)  | Media Età del bronzo II   | 1750–1650 a.C. |
| Età del bronzo (3300–1200 a.C.) | Media Età del bronzo (2000–1550 a.C.)  | Media Età del bronzo III  | 1650–1550 a.C. |
| Età del bronzo (3300–1200 a.C.) | Tarda Età del bronzo (1550–1200 a.C.)  | Tarda Età del bronzo I    | 1550–1400 a.C. |
| Età del bronzo (3300–1200 a.C.) | Tarda Età del bronzo (1550–1200 a.C.)  | Tarda Età del bronzo II A | 1400–1300 a.C. |
| Età del bronzo (3300–1200 a.C.) | Tarda Età del bronzo (1550–1200 a.C.)  | Tarda Età del bronzo II B | 1300–1200 a.C. |

### Mesopotamia

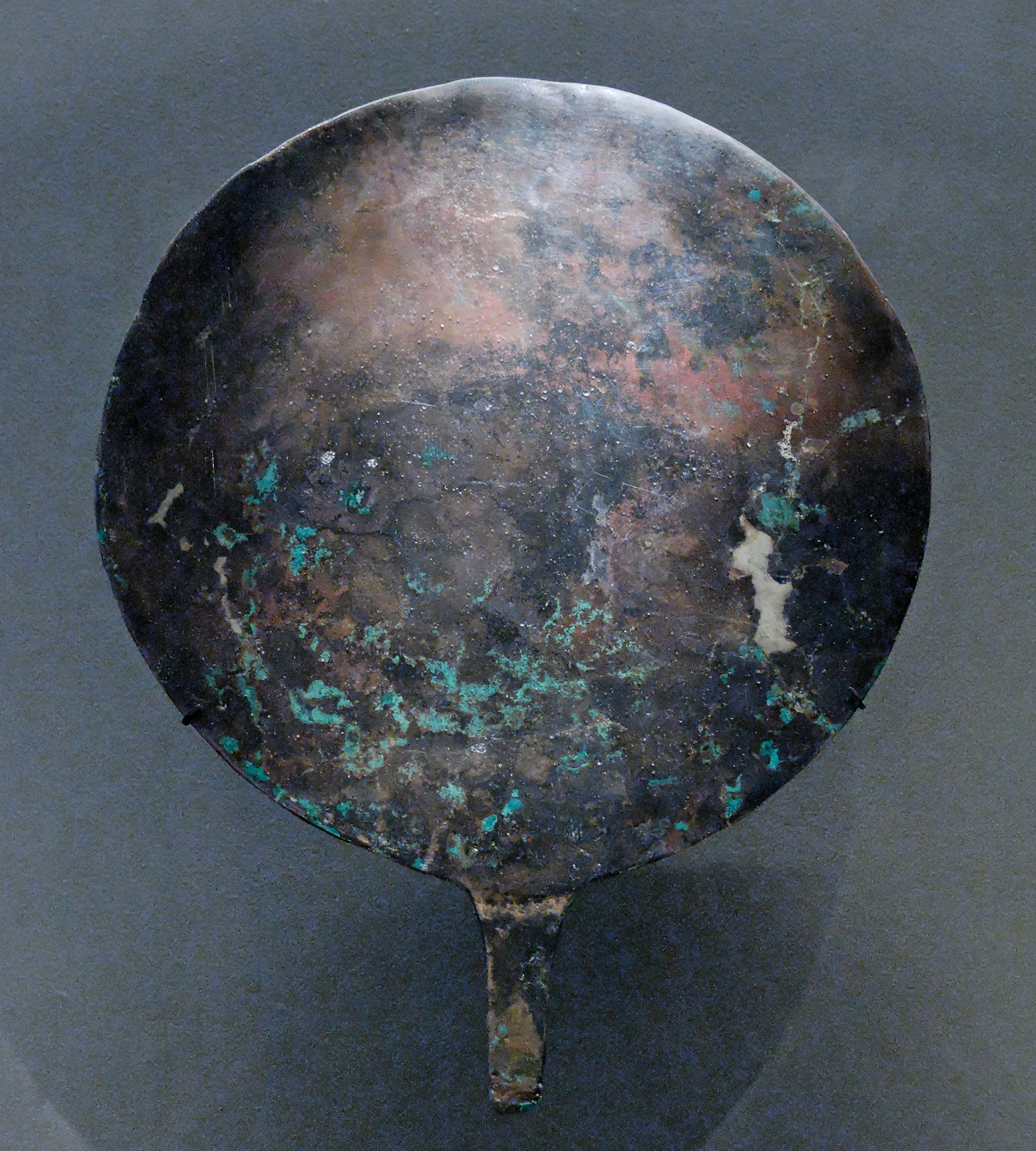
Specchio in bronzo risalente ai secoli XIII-XII a.C., trovato nella tomba 236 a Mari e oggi conservato al Louvre, Dipartimento di antichità orientali

In Mesopotamia l'Età del bronzo inizia intorno al 2900 a.C., nel tardo periodo di Uruk, abbracciando l'antico periodo dinastico di Sumer, l'Impero accadico, i periodi antico babilonese e antico assiro e il periodo dell'egemonia cassita.

### Antico Egitto
Nell'Antico Egitto, l'Età del bronzo inizia nel periodo protodinastico, 3150 a.C. circa.
- Antica Età del bronzo
  - Periodo Protodinastico
  - Antico Regno
  - Primo periodo intermedio dell'Egitto
- Media Età del bronzo
  - Medio Regno d'Egitto
  - Secondo periodo intermedio dell'Egitto (Hyksos)
- Tarda Età del bronzo
  - Nuovo Regno

### Anatolia
- Impero ittita
- Arzawa
- Assuwa

### Altopiano persiano
- Elam
- Konar Sandal
- Cultura di Kulli
- Tepe Siyalk
- Complesso archeologico battriano-margiano

### Caucaso
Alcuni studiosi datano diversi manufatti in bronzo arsenicale della cultura Majkop, nel Caucaso settentrionale, alla metà del IV millennio a.C.

## Steppe del Ponto e del Caspio
Nella Steppa pontico-caspica, la Cultura di Jamna si colloca tra la fine dell'Età del Rame e l'inizio dell'Età del Bronzo. Dell'Antico Bronzo è anche la cosiddetta Cultura delle catacombe. La Cultura di Srubna appartiene al Tardo Bronzo.

## Valle dell'Indo
L'Età del bronzo nel subcontinente indiano esordisce intorno al 3300 a.C. con la nascita della civiltà della valle dell'Indo. Gli abitanti dell'antica valle dell'Indo, gli harappa, svilupparono nuove tecniche nella metallurgia producendo rame, bronzo, piombo e stagno. L'Età del bronzo indiano termina all'inizio del periodo vedico dell'età del ferro (1500–500 a.C.), vale a dire durante la cultura degli harappa, risalente al 1700-1300 a.C., che si sovrappone al periodo di transizione tra l'Età del bronzo e quella del ferro, rendendo difficile individuare con precisione la vera fine dell'Età del bronzo indiana.

## Asia centrale
I Monti Altai, in quelle che sono la Russia meridionale e la Cina centrale, sono stati identificati come la zona di origine di un enigma culturale definito fenomeno Seima-Turbino. Si è congetturato che in questa regione, all'inizio del II millennio a.C. circa, la situazione climatica abbia creato mutamenti ecologici, economici e politici, che innescarono una rapida e massiccia migrazione di popoli verso ovest, nell'Europa nord-orientale e verso est, nella Cina sud-orientale, Vietnam e Thailandia attraverso una frontiera lunga quasi 4.000 miglia. Questa migrazione ebbe luogo nel giro di cinque o sei generazioni e condusse, dalla Finlandia a ovest fino alla Thailandia a est, i popoli che utilizzavano la stessa tecnologia metallurgica e, in alcune aree, l'allevamento e il maneggio del cavallo. Si è ulteriormente ipotizzato che questo fenomeno possa essere visto come il veicolo attraverso il quale il gruppo delle lingue uraliche, diffondendosi attraverso Europa e Asia, produsse in definitiva 39 lingue moderne incluso ungherese, finnico, estone e lappone.

## Kazakistan
Nel 2025 è stata scoperta a Kyrykungir, in Kazakistan, una piramide risalente a 4.000 anni fa, di 13 metri di lato e avente otto file di pietre su ogni faccia. All'esterno sono raffigurati cavalli e cammelli. I cavalli erano considerati di dignità pari a quella degli esseri umani e tra gli esseri più importanti della terra.
Secondo gli archeologi, tale scoperta potrebbe riscrivere la storia dell'Età del bronzo.

## Estremo Oriente

### Cina

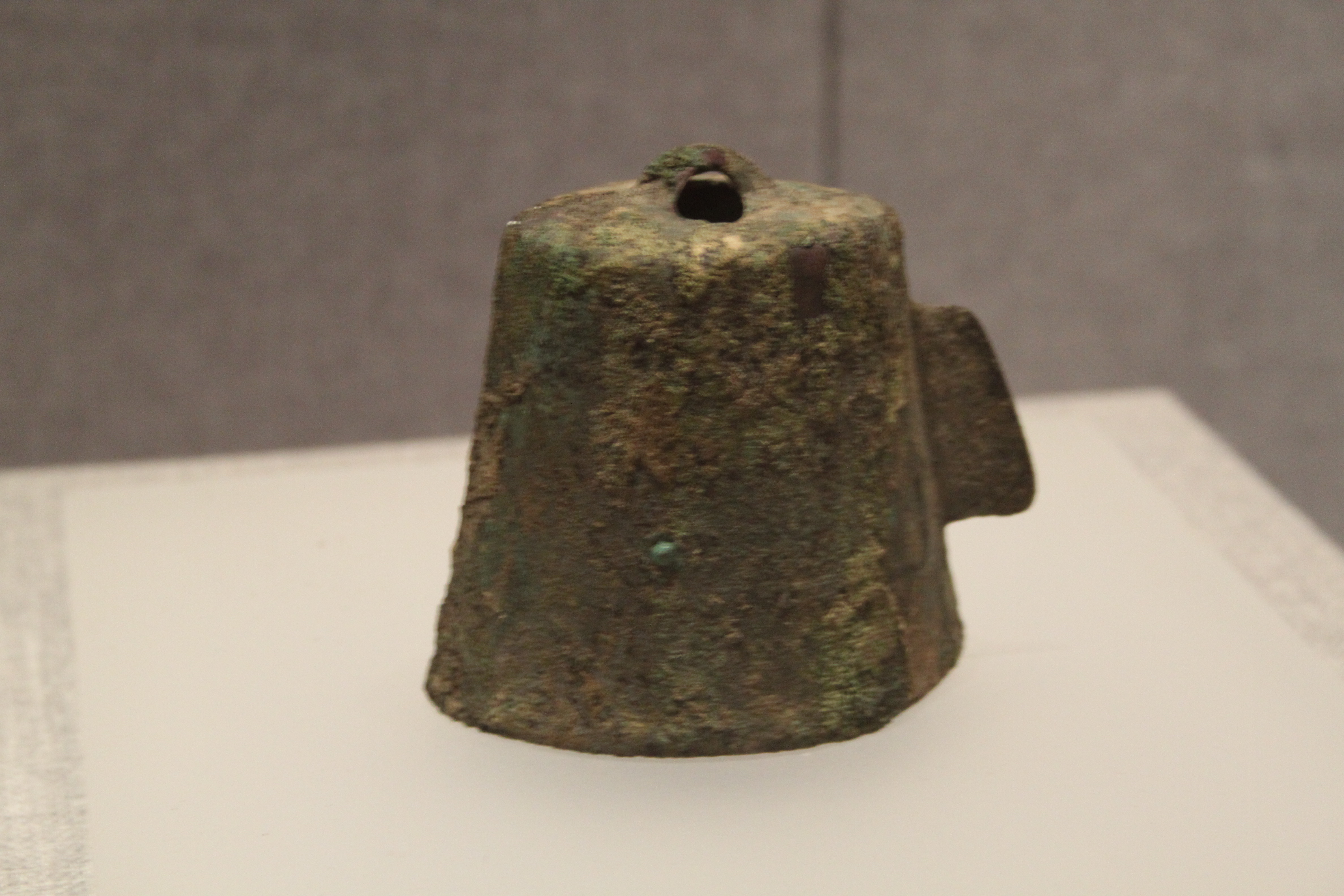
Campana di Erlitou 2000 a.C.

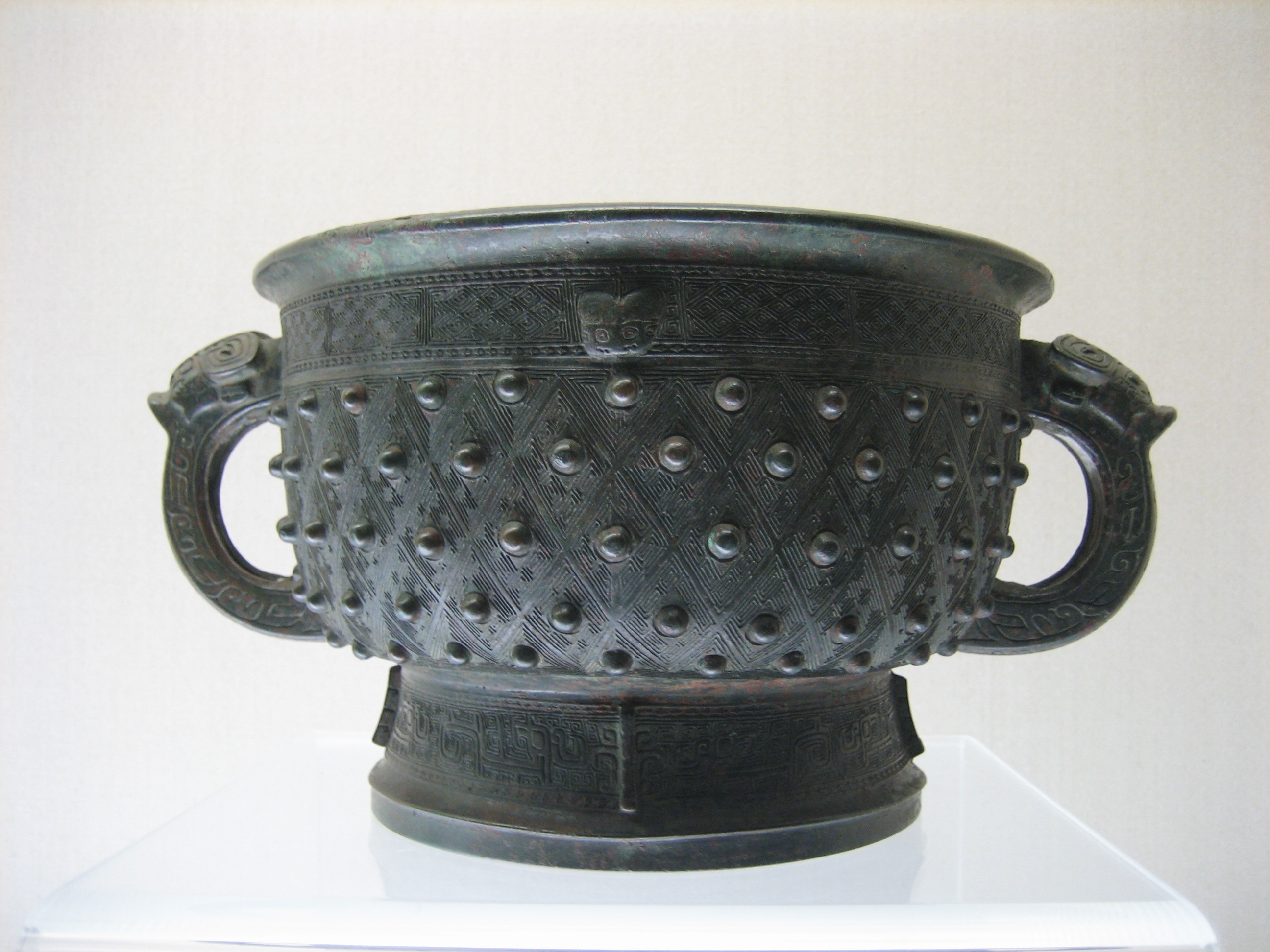
Gefuding gui in bronzo a due manici, delle dinastia cinese Shang (1600–1046 a.C.).

Gli storici sono concordi riguardo alle date che sarebbero attribuite all'"Età del bronzo" in Cina. La difficoltà risiede di per sé nella definizione di "Età del bronzo", poiché essa viene applicata per significare un periodo nella storia europea e medio-orientale, quando gli utensili in bronzo rimpiazzarono quelli in pietra, più tardi sostituiti da quelli in ferro. In questi luoghi, dunque, l'elemento della nuova Età rendeva obsoleto quello vecchio. In Cina, invece, ogni tentativo di stabilire un certo gruppo di date per il bronzo viene reso complicato da due fattori: l'arrivo della tecnologia del ferro e la persistenza di strumenti in bronzo, armi e vasi sacri. I manufatti dell'antico bronzo vengono trovati nel sito della cultura di Majiayao (3100-2700 a.C.) e da allora nella società del bronzo gradualmente si accrescono.
La metallurgia del bronzo in Cina trae origine dalla cultura di Erlitou, che alcuni storici pensano di collocare dentro un arco di tempo incluso in quello della Dinastia Shang. Altri credono che i siti di Erlitou appartengano alla precedente Dinastia Xia. La National Gallery of Art statunitense definisce l'Età del bronzo cinese come il « [...] periodo approssimativamente compreso tra il 2000 e il 771 a.C.», un arco di tempo che inizia con la cultura di Erlitou e termina bruscamente con la disintegrazione del regno della dinastia occidentale Zhou. Benché ciò fornisca una concisa intelaiatura di riferimenti, predomina la continua importanza del bronzo nella metallurgia e cultura cinese. Poiché questo è significativamente più tardo della scoperta del bronzo in Mesopotamia, la tecnologia del bronzo potrebbe essere stata importata in Cina piuttosto che scoperta in modo indipendente.

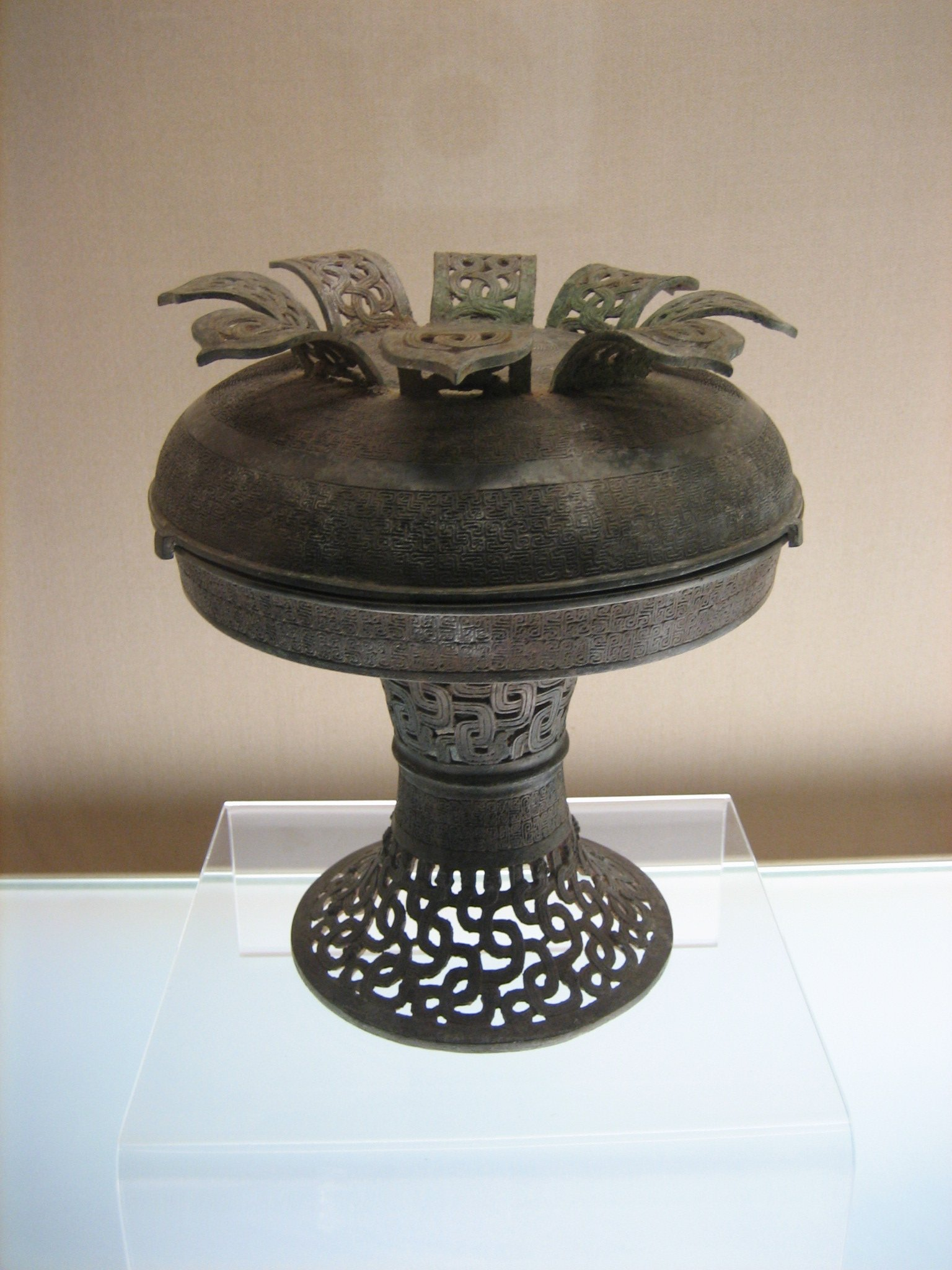
Vaso cinese pu in bronzo, con disegni costituiti da intrecci di draghi, Periodo delle primavere e degli autunni (722–481 a.C.).

Il ferro viene scoperto nel periodo Zhou, ma il suo uso non è molto esteso. Quando la letteratura cinese risalente al VI secolo a.C. attesta la conoscenza della fusione del ferro, il bronzo continua ancora a occupare un posto significativo nei documenti archeologici e storici ancora per qualche tempo. Lo storico W. C. White ipotizza che il ferro non soppianti il bronzo se non « [...] dopo la fine della dinastia Zhou (481 a.C.)» e che i vasi in bronzo sostituiscano completamente la maggioranza di quelli in metallo attraverso il più tardo periodo Han, o il 221 d.C.
I manufatti cinesi in bronzo generalmente sono utilitaristici (come punte di lancia o teste di ascia), o ritualistici, come i numerosi grandi tripodi sacrificali. Tuttavia, anche alcuni degli oggetti più utilitaristici recano i marchi di più elementi sacri. Il cinese incise tutti gli oggetti in bronzo con tre tipi di motivi principali: demoni, animali simbolici e simboli astratti. Alcuni grandi bronzi recanti iscrizioni hanno aiutato storici e archeologi a collegare insieme la storia della Cina, specialmente durante il periodo Zhou.
I bronzi del periodo Zhou Occidentale documentano grandi porzioni di storia non rintracciabili nei testi esistenti, e spesso composti da persone di vario rango e possibile classe sociale. Inoltre, il bronzo conferisce al documento così preservato una permanenza inalterata non goduta invece dai manoscritti. Queste iscrizioni possono essere generalmente suddivise in quattro parti: un riferimento a data e luogo, la denominazione di eventi commemorati, la lista di doni concessi all'artigiano in cambio del bronzo, e una dedica. I punti relativi di riferimento in questi vasi consentono agli storici di collocare la maggior parte dei vasi dentro un certo arco di tempo del periodo Zhou occidentale, permettendo loro di tracciare l'evoluzione dei vasi e gli eventi in essi registrati.

### Sud-Est Asiatico
Risalenti al neolitico, i primi tamburi in bronzo, i cosiddetti tamburi di Dong Son, sono stati scoperti "nel" e "intorno alla" regione del delta del fiume Rosso nel Vietnam e nella Cina meridionale. Questi vengono correlati alla cultura preistorica vietnamita di Đông Sơn. Nel Ban Chiang (Thailandia, Sud-Est Asiatico) sono stati scoperti manufatti in bronzo risalenti al 2100 a.C. Nel Nyaunggan, durante gli scavi, sono stati trovati utensili in bronzo birmani insieme a manufatti in ceramica e pietra. La datazione è ancora ampia (3500–500 a.C.).

### Penisola coreana
Il medio periodo della cultura della ceramica di Mumun, nella penisola coreana meridionale, gradualmente adottò la produzione del bronzo (700–600 a.C. circa) dopo un periodo in cui i pugnali stile Liaoning e altri manufatti in bronzo venivano barattati fin nelle zone interne della penisola meridionale (900–700 a.C. circa). I pugnali in bronzo conferivano prestigio e autorità ai personaggi che li brandivano e venivano sepolti insieme a loro, dentro sepolture megalitiche nobiliari dei centri costieri meridionali, come il sito di Igeum-dong.  Il bronzo fu un elemento importante nelle cerimonie e nelle offerte mortuarie fino al 100 d.C.

## Americhe
La civiltà Inca del Sud America scopre e sviluppa in modo indipendente la metallurgia del bronzo. La successiva apparizione di una limitata fusione di bronzo nel Messico occidentale suggerisce un contatto di quella regione con gli Incas oppure la scoperta autonoma di questa tecnologia.
Anche a Caral, in Perù, è stata rinvenuta una piramide ad uso cultuale e risalente a 5.000 anni fa. Le abilità architettoniche necessarie per costruirla sono superiori a quelle note degli uomini dell'età del bronzo.